# 4. tisíciletí
4. tisíciletí podle gregoriánského kalendáře začne 1. ledna 3001 a skončí 31. prosince 4000.

## Očekávané astronomické události
- 3230 – Venuše zakryje Spiku.

## Představy umělců ve sci-fi

### Film
- 3955 – Do nitra Planety opic (1971)
- 3978 – Planeta opic (1968)

### Seriál
- od roku 3000 – Futurama